# NGC 4226
NGC 4226 is een spiraalvormig sterrenstelsel in het sterrenbeeld Jachthonden. Het hemelobject werd op 19 maart 1828 ontdekt door de Britse astronoom John Herschel.

## Synoniemen
- UGC 7297
- MCG 8-22-90
- ZWG 243.57
- PGC 39312